# Terrades
Terrades là một đô thị trong comarca Alt Empordà, Girona, Catalonia, Tây Ban Nha.

## Biến động dân số
| 1900 | 1930 | 1950 | 1970 | 1986 | 2007 |
| ---- | ---- | ---- | ---- | ---- | ---- |
| 717  | 554  | 448  | 239  | 191  | 266  |